# تحصیل تیمرگره
تحصیل تیمرگره (به انگلیسی: Timergara Tehsil) یک تحصیل در پاکستان است که در خیبر پختونخوا واقع شده‌است.